# SM U-72
SM U-72 – niemiecki oceaniczny jednokadłubowy podwodny stawiacz min, drugi okręt typu UE 1, zbudowany w stoczni Vulcan w Hamburgu w roku 1915. Zwodowany 31 października 1915 roku, wszedł do służby w Kaiserliche Marine 26 stycznia 1916 roku. W czasie swojej służby SM U-72 odbył 4 patrole bojowe. Zatopił 21 statków o łącznej pojemności 38 596 BRT, uszkodził pięć statków o pojemności 21 513 BRT.

## Budowa
SM U-72 był drugim z dziesięciu okrętów typu UE 1. Był jednokadłubowym okrętem przeznaczonym do działań oceanicznych, ze zbiornikami siodłowymi, o długości 56,8 metra, wyporności w zanurzeniu 755 ton i zasięgu  5800 Mm przy prędkości 7 węzłów na powierzchni oraz 83 Mm przy prędkości 4 węzły w zanurzeniu. Załoga składała się z 32 osób: 28 marynarzy i 4 oficerów. Okręt był wyposażony początkowo w działo pokładowe o kalibrze 88 mm, a w 1917 roku dodano drugie działo o kalibrze 105 mm. Wewnątrz kadłuba sztywnego okręt przewoził 34 kotwiczne miny morskie, stawiane z dwóch rufowych aparatów minowych o średnicy 100 cm. Każdy z nich mieścił po trzy miny. Po ich otwarciu, masa wody (w sumie 6 ton) musiała być kompensowana zalewaniem dziobowych zbiorników balastowych. Wygospodarowanie miejsca dla min oznaczało również przesunięcie przedziału silnikowego w kierunku dziobu. Uzbrojenie torpedowe to dwie wyrzutnie (dziobowa i rufowa) kalibru 500 mm typu zewnętrznego, z zapasem 4 torped. 

## Służba
Pierwszym dowódcą okrętu został 28 stycznia 1916 roku mianowany Ernst Krafft. Pod jego dowództwem SM U-72 zatopił 10 statków oraz cztery uszkodził, udało mu się również zatopić trzy małe łodzie motorowe i 8 żaglowców. 
11 kwietnia 1916 roku jednostka została przydzielona do I Flotylli. W czasie służby w tym związku jednostka odbyła jeden patrol u wybrzeży Algierii. 7 września 1916 roku SM U-72 zaminował wejście do portu w Oranie. Tego dnia na postawione przez okręt miny wpadły dwa statki oraz trzy towarzyszące im łodzie motorowe. Pierwszym był brytyjski parowiec „Achaia” (2733 BRT). Statek płynął z Karaczi do Cardiff z ładunkiem zboża. Na jego pokładzie znajdowały się trzy łodzie motorowe, które zatonęły wraz ze statkiem. Drugim był norweski parowiec „Hiso” (1562 BRT), płynący także z ładunkiem zboża z Oranu do Marsylii. 2 grudnia 1916 roku załoga SM U-72 zatopiła największy ze wszystkich statków, które padły jej ofiarą: wybudowany przez Palmers Shipbuilding and Iron Company w 1899 roku w Newcastle dla British Shipowners Co. Ltd. SS „British Princess” (9203 BRT). Od 1906 roku należał on do włoskiego armatora Navigazione Generale Italiana, w 1916 roku przemianowany na „Palermo”. Statek płynął z Nowego Jorku do Genui z ładunkiem koni, amunicji oraz drobnicy.
18 lipca 1917 roku na stanowisku dowódcy okrętu nastąpiła zmiana. Ernst Krafft, który 26 lipca 1916 roku został przeniesiony na stanowisko dowódcy SM UB-51, został zastąpiony przez kpt. mar. Johannesa Feldkirchnera. Fedelkirchner dowodził okrętem do 5 listopada 1917 roku. Pod jego dowództwem SM U-72 zatopił jeden i uszkodził jeden statek brytyjski. Zatopionym statkiem był zbudowany w 1913 roku brytyjski parowiec „British Monarch” (5749 BRT). Wpadł na minę dwie mile na południowy zachód od latarni morskiej na Île de Porquerolles.
Ostatnim dowódcą jednostki został Hermann Bohm, mianowany na to stanowisko 1 stycznia 1918 roku. Pod jego dowództwem okręt nie odniósł dalszych sukcesów. 1 listopada 1918 roku U-72 został samozatopiony u wejścia do zatoki Kotor.